# Hraničné
Hraničné (Hongaars: Határhely) is een Slowaakse gemeente in de regio Prešov, en maakt deel uit van het district Stará Ľubovňa.
Hraničné telt 206 inwoners.